# GoodLife Fitness

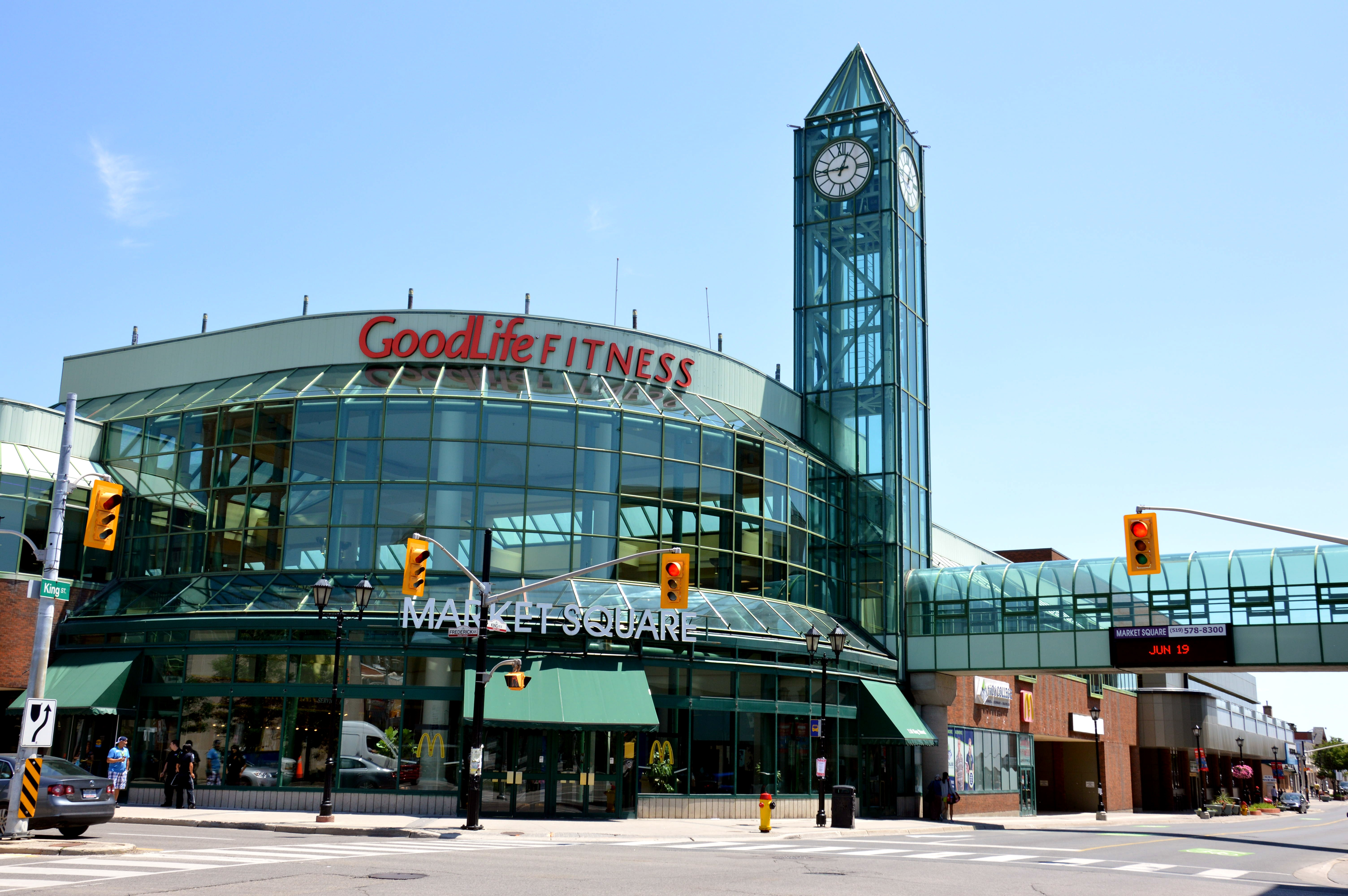
Market Square, a failed urban mall on the corner of Frederick St. and King St East in Kitchener, Ontario, Canada.

GoodLife Fitness est une enseigne canadienne de clubs de remise en forme. Elle possède 275 salles (février 2010), réparties dans chaque province du pays, hormis le Québec ; elle n’est pas présente dans les territoires.

## Historique
La compagnie a été fondée à London, en Ontario, en 1979 par David Patchell-Evans. La compagnie a été citée dans les compagnies les mieux gérées au Canada pour six années consécutives.[réf. nécessaire]
GoodLife a continué à se développer rapidement. Elle a acheté les clubs de forme Alliance en 2007, et Family Fitness en 2008. En 2009, GoodLife s’étend à l’est du Canada en achetant la chaîne des clubs Nubody, et conçoit la même année un partenariat avec Énergie Cardio au Québec.

## Affaire judiciaire
En 2005, GoodLife a dû régler une affaire avec le Bureau de la concurrence, en publiant un avis correctif dans les journaux partout en Ontario et au Québec et sur son site web. GoodLife a aussi payé une amende et a convenu de ne plus faire la fausse ou trompeuse représentation dans leur marketing.